# 裏面照射型撮像素子
裏面照射型撮像素子（りめんしょうしゃがたさつぞうそし、英語: Back-illuminated sensor）は、固体撮像素子の一形式。

## 概要
裏面照射型撮像素子は従来のCCDやCMOS撮像素子のような固体撮像素子と比較して信号を読み取る配線を裏面に設置できるので光の利用効率が高く、画素数を高めたり感度の向上に効果があった。一方、製造工程には極限までウエハー基板を薄くするバックグラインドが伴うため、生産性が低く、1990年代まではハッブル宇宙望遠鏡等、一部の用途に限られていた。2000年代に入り、徐々にデジタルカメラの小型化、高画素化が進行して従来の方式を超えるためにソニーが量産化した。

## 特徴
- 従来型と比較して前面に感光層があるので高感度[3][4]
- 信号を読み取る配線を裏面に設置できるので画素の集積度を高められる。
- 製造にはバックグラインドが必要でその厚みが性能を左右するため品質管理が厳しく生産性が低い[5]。
- ダイシング時に端面にp-n二重エピ層の界面が露出することでノイズが発生するので対策が必要[6]。
- CMOS撮像素子では個々の画素にトランジスタがあるが、高画素化することによりトランジスタを小型化するとクロストーク等の好ましくない事象が増えるが、裏面照射型ではこれらの問題を解決できる。
- 従来の表面照射型では構造上、入射光は撮像素子に対して垂直に近い角度で入らなければ画質に悪影響を及ぼしたが、裏面照射型であれば斜めからの入射光でも画質が低下しない。これにより、レンズ交換型のデジタルカメラでは現在では販売されていない往年の銀塩写真カメラ用のレンズを使用できる。
- 素子単体では同画素数の表面照射型撮像素子と比較して高価ではあるものの、小型で高感度なので光学系の小型化が可能で相対的に表面照射型よりも製品全体のコストを抑える事が可能。
- バックグラインドにより基板が薄くなった結果、熱容量が大幅に低下し、暗電流による発熱が増加するので熱ノイズの影響を受ける。
- 基板が極限まで薄くなるため、機械的強度が下がる。